# 格朗尚 (上马恩省)
格朗尚（法語：Grandchamp，法語發音：[ɡʁɑ̃ʃɑ̃]）是法国上马恩省的一个市镇，属于朗格勒区。

## 地理
格朗尚（47°43'24"N, 5°27'5"E）面积4.78 平方千米，位于法国大東部大區上马恩省，该省份为法国东北部内陆省份，北起马恩省和默兹省，西接奥布省，西南接科多尔省，东南接上索恩省，东临孚日省。
与格朗尚接壤的市镇（或旧市镇、城区）包括：马村、里维耶尔勒布瓦、圣布鲁万勒布瓦。

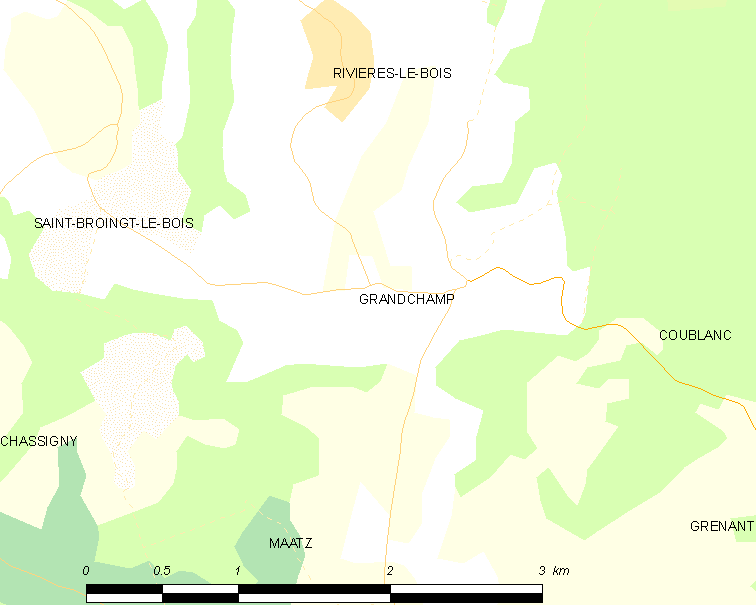
的OSM定位图

格朗尚的时区为UTC+01:00、UTC+02:00（夏令时）。

## 行政
格朗尚的邮政编码为52600，INSEE市镇编码为52228。

## 政治
格朗尚所属的省级选区为沙兰德雷县。

## 人口

1962-2008年间人口变化图示

格朗尚于2022年1月1日时的人口数量为69人。